# 莱奥妮·门策尔
莱奥妮·门策尔（德語：Leonie Menzel，1999年5月19日—），德国女子赛艇运动员，2024年欧洲赛艇锦标赛女子四人双桨铜牌得主、2024年夏季奥林匹克运动会女子四人双桨铜牌得主。